# 10506 Rydberg
10506 Rydberg (1988 CW4) là một tiểu hành tinh vành đai chính.